# 1990 à la télévision
| Années de la télévision : 1987 - 1988 - 1989 - 1990 - 1991 - 1992 - 1993    |
| Décennies de la télévision : 1960 - 1970 - 1980 - 1990 - 2000 - 2010 - 2020 |

Cet article présente les faits marquants de l'année 1990 à la télévision.

## Évènements
- Naissance de Jimmy, une chaîne du Groupe Canal+.
- Début du service de télévision interactive Vidéoway au Québec.
- 29 avril : Dernière de la plus ancienne émission de TF1, Les Animaux du monde, diffusée depuis 20 ans.
- 22 juin : Dernière d'Apostrophes qui est aussi la 724e.
- 29 juin : 300e et dernière de Champs-Élysées sur Antenne 2.
- 23 septembre : TF1 diffuse La vache et le prisonnier en version colorisée.
- 1er octobre : ProSieben émet 24 heures sur 24.
- 20 novembre : Pour la 100e de l'émission Ciel mon mardi, une fausse bagarre est organisée.
- 8 décembre : Gains du Téléthon : 307 256 000 francs.
- 19 décembre : Philippe Guilhaume, président d'Antenne 2 et FR3 est contraint à la démission. Hervé Bourges lui succède.

## Émissions
- 6 janvier : Dernière de l'émission Spécial Disney sur TF1.
- 7 janvier : Première de l'émission Disney Club sur TF1.
- 29 avril : Dernière de la plus ancienne émission de TF1, Les Animaux du monde, diffusée depuis 20 ans.
- 22 juin : Dernière d'Apostrophes qui est aussi la 724e.
- 24 juin : Dernière de l'émission Y a-t-il encore un coco dans le show ? sur TF1.
- 29 juin : 300e et dernière de Champs-Élysées sur Antenne 2.
- 7 juillet : Les clés de Fort Boyard (Antenne 2)
- Faut pas rêver (FR3)
- Les Nuls, l'émission (Canal +)
- Capital (M6)
- Envoyé spécial (Antenne 2)
- Mille bravos (FR3)
- Succès fou (TF1)
- Stars 90 (TF1)
- Culture pub (M6)
- Télé zèbre (Antenne 2)
- Motus (Antenne 2)

## Séries télévisées
- 2 janvier : Début de diffusion de 21 Jump Street en France.
- 3 mars : Début de diffusion de Manu sur La Cinq.
- 8 septembre : Dernière saison de la série Alvin et les Chipmunks intitulée Le Cinéma des Chipmunks (The Chipmunks Go to the Movies) aux États-Unis.
- 9 septembre : Début de diffusion de Hooker chaque dimanche sur TF1.
- 14 septembre : Début de diffusion de la série Les Tiny Toons aux États-Unis.
- 30 septembre : Début de diffusion de la série Les Fruittis en Espagne
- 1er décembre : Arrêt de la série Alvin et les Chipmunks sur le réseau NBC.
- 15 décembre : Les Simpson en France, sur Canal+.
- 24 décembre : La série d'animation 3D Les Fables Géométriques arrive sur Canal+.

- 4 octobre : Beverly Hills, 90210 début de la diffusion aux États-Unis.

## Documentaire
- Tours du monde, tours du ciel, auteur et réalisateur R. Pansard-Besson pour La Sept/France3

## Distinctions

### Sept d'or(France)
- Meilleur comédien : Roger Hanin (Navarro)
- Meilleure comédienne : Delphine Seyrig (Une saison de feuilles)
- Meilleur réalisateur : François Velle (Le Mari de l'ambassadeur)
- Meilleur réalisateur de direct : Maurice Dugowson (La marche du siècle)
- Meilleur réalisateur de fiction : Jacques Ertaud (Le prix du silence)
- Meilleur scenario : François Velle, Frédérique Hébrard (Le mari de l'ambassadeur)
- Meilleur technicien photo : Michel Carré
- Meilleure musique : Michel Portal (L'ami Giono: Onorato & L'ami Giono: Ivan Ivanovitch Kossiakoff)
- Meilleure émission de variétés : Frédéric Mitterrand (Carte Blanche à Frédéric Mitterrand)
- Meilleur magazine culturel ou artistique : Georges Pernoud (Thalassa, le magazine de la mer)
- Meilleur feuilleton, série ou collection : Michel Soutter (Condorcet)
- Meilleure émission spéciale : La télé des inconnus
- Meilleur animateur : Anne Sinclair & Patrick Sébastien
- Meilleur auteur : Jacques Fansten (La Fracture du myocarde)
- Meilleure émission pour la jeunesse : Babar
- Meilleur journaliste sportif : Gérard Holtz
- Meilleur téléfilm : Jacques Ertaud (Le Prix du silence)
- Meilleur spot publicitaire : Mandie Fletcher (Eram)
- Meilleur présentateur du journal télévisé : Bruno Masure

## Principales naissances
- 20 mars : Justin H. Min, acteur américain.
- 21 septembre : Christian Serratos, actrice américaine.

## Principaux décès
- 20 janvier : Barbara Stanwyck, actrice américaine (° 16 juillet 1907).
- 17 juillet : Bernard Cowan, acteur, producteur et scénariste canadien (° vers 1922).
- 18 juillet : Johnny Wayne, scénariste, acteur et compositeur (° 28 mai 1918).
- 5 novembre : Raymond Oliver, né Guillaume Oliver, cuisinier français (° 27 mars 1909).
- 23 décembre : Serge Danot, réalisateur et scénariste français, créateur de la série d'animation Le Manège enchanté (° 17 septembre 1931).